# 徐一忠
徐一忠（1532年—？），字宗顯，浙江寧波府慈谿縣人，民籍，明朝政治人物。

## 生平
嘉靖四十年（1561年）辛酉科浙江鄉試第六十三名舉人。嘉靖四十一年（1562年）聯捷壬戌科會試第十五名，三甲第九名進士。累官刑部郎中，萬曆七年（1579年）三月因审理指挥周世臣被杀案，被降调外任。

## 家族
曾祖徐芹；祖父徐槐；父徐敬，母孫氏。具庆下。